# 원설로
원설로(Noseong-ro)는 경기도 이천시 설성면 수산사거리에서 용인시 처인구 원삼면 두창사거리를 잇는 14.7km의 도로이다.

## 주요 경유지
경기도
- 이천시 (설성면) - 안성시 (일죽면) - 용인시 (백암면 - 원삼면)

## 노선
전구간이 지방도 제318호선에 속함.
| 이름               | 접속 노선                                              | 소재지     | 소재지                           | 비고 |
| ------------------ | ------------------------------------------------------ | ---------- | -------------------------------- | ---- |
| 수산사거리         | 지방도 제329호선 (노성로)                              | 이천시     | 설성면                           |      |
| 대죽사거리         | 대죽로 원설로112번길 대죽로107번길                     | 이천시     | 설성면                           |      |
| 고은터널           |                                                        | 이천시     | 설성면                           |      |
| 안성시             | 일죽면                                                 |            |                                  |      |
| 안성시             | 일죽면                                                 | 은석사거리 | 국가지원지방도 제70호선 (사실로) |      |
| 안성시             | 일죽면                                                 | 초막터널   |                                  |      |
| 지내사거리         | 고안로51번길                                           | 용인시     | 백암면                           |      |
| 지내교             |                                                        | 용인시     | 백암면                           |      |
| 백동사거리         | 죽양대로912번길                                        | 용인시     | 백암면                           |      |
| 엠큐물류센터삼거리 |                                                        | 용인시     | 백암면                           |      |
| 백봉교차로         | 국도 제17호선 (죽양대로) 죽양대로912번길 원설로490번길 | 용인시     | 백암면                           |      |
| 청미교             |                                                        | 용인시     | 백암면                           |      |
| 영곡사거리         | 지방도 제325호선 (삼백로)                              | 용인시     | 백암면                           |      |
| (생태통로)         |                                                        | 용인시     | 원삼면                           |      |
| 두창교             |                                                        | 용인시     | 원삼면                           |      |
| 평대사거리         | 두창호수로 백원로                                      | 용인시     | 원삼면                           |      |
| 두창사거리         | 지방도 제315호선 (백원로)                              | 용인시     | 원삼면                           |      |
| 백원로와 직결      |                                                        |            |                                  |      |